# Telemóveis
"Telemóveis" (dansk: Mobiltelefoner) er en sang af portugisiske singer-songwriter Conan Osíris. Sangen vil repræsentere Portugal i Eurovision Song Contest 2019 i Tel Aviv, Israel.